# Aploderus mimeticus
Aploderus mimeticus är en skalbaggsart som beskrevs av Henry Clinton Fall 1910. Aploderus mimeticus ingår i släktet Aploderus och familjen kortvingar. Inga underarter finns listade i Catalogue of Life.